# Strijkkwartet nr. 1 (Mosolov)
Aleksandr Mosolov componeerde zijn Strijkkwartet nr. 1 in 1926. Het is het eerste van de waarschijnlijk twee stukken die hij componeerde in dat genre, veel van zijn stukken zijn verloren gegaan.
Het stuk is geschreven in de futurismestijl, het klinkt expressionistisch, modern en onrustig. Hij was toen bestuurder van de Vereniging van Hedendaagse muziek en dat is te horen aan dit strijkkwartet. Qua muziek heeft het werk een normale indeling voor een strijkkwartet, de lengte van de verschillende delen wijkt bijzonder af. Het eerste deel duurt langer dan de andere drie tezamen. In deel I zit een passage die hoort als mechanische muziek, die toen een korte periode populair was, zie zijn compositie De IJzergieterij.

## Delen
1. Andante con moto of Andante agitato (15:07)
2. Adagio (2:48)
3. Scherzo (3:20)
4. Allegro molto risoluto (1:45)

## Première
Het is onduidelijk of het werk ooit is uitgevoerd. De bron levert de mededeling dat er een première plaatsvindt in Frankfurt am Main in 1927, doch andere bronnen spreken dat weer tegen.

## Bron en discografie
- Arte Nova; uitvoering door leden van het Nowosibirsk Filharmonisch Orkest;
- NM Classics